# Ludwig Lesser (Schriftsteller)
Ludwig Lesser (* 5. Dezember 1802 in Rathenow als Levin Jacob; † 2. Dezember 1867 in Berlin) war ein Kaufmann, der im Berlin der 1830er bis 1860er Jahre auch als Literat und Gründungsmitglied mehrerer Gesellschaften in Berlin in Erscheinung trat.

## Leben
Lesser wurde als Sohn des Jakob Levin, später Lesser, in Rathenow geboren. Die Familie hieß ab 1812 Lesser, Levin erhielt den Namen Ludwig. Er besuchte das Friedrichswerdersche Gymnasium Berlin bis zur Sekunda.
1818 trat Lesser als Lehrling in das Bankhaus M. Oppenheim (ab 1820: M. Oppenheims Söhne) ein, in dem er sich über die Positionen als Buchhalter (1831), Kassierer (1837) und Disponenten (1853) bis zum Prokuristen (1860er Jahre) emporarbeitete. 1830 trat Lesser der Gesellschaft der Freunde bei, deren Sekretär er von 1835 bis zu seinem Lebensende blieb, deren Chronik er zu ihrem 50. Jubiläum im Jahr 1842 zusammenstellte und die ihn für seine Verdienste zu ihrem immerwährenden Ehrenmitglied ernannte.
Neben seiner beruflichen Tätigkeit veröffentlichte er Artikel in diversen Zeitschriften und Almanachen unter verschiedenen Pseudonymen und schrieb Gedichte. 1827 gehörte Lesser zu den Gründern der Sonntagsgesellschaft Tunnel über der Spree, 1833 gründete er das Wochenblatt des Sonntags-Vereins, das er bis 1841 redigierte. Er führte den Tunnel-Namen Petrarca. 1845 war Lesser einer der Initiatoren und Gründungsmitglied der Genossenschaft für Reform im Judenthume, die sich 1850 als Jüdische Reformgemeinde zu Berlin konstituierte und deren Vorstand er über einige Jahre angehörte.
Im Jahr 1835 heiratete Lesser Rosette Fabian (1811–1886), eine Tochter des Berliner Kaufmanns August Fabian und Enkelin von Marcus Élieser Bloch. 1839 wurde der gemeinsame Sohn Richard Lesser (1839–1914) geboren, Vater des Landschaftsarchitekten Ludwig Lesser.
Beigesetzt wurde Ludwig Lesser auf dem Jüdischen Friedhof Schönhauser Allee in Berlin.

## Werke
- Die rechte Mitte. Eine politische Herzensergießung eines Preußen. 1832
- Ludwig Lesser: Fresco-Gemälde und Genre-Bilder Ein Taschenbuch für Freunde der Heiterkeit und Satire. Bechthold und Hartje, Berlin 1833 (staatsbibliothek-berlin.de).
- Ludwig Lesser: Chronik der Gesellschaft der Freunde in Berlin, zur Feier ihres fünfzigjährigen Jubiläums. Petsch, Berlin 1842 (staatsbibliothek-berlin.de).
- Ludwig Lesser: Zur Geschichte der Berliner Börse und des Eisenbahnaktien-Handels. Verlag von Carl J. Klemann, Berlin 1944 (deutschestextarchiv.de).